# Comuna Zozulînți, Kozeatîn
Zozulînți (în ucraineană Зозулинці) este o comună în raionul Kozeatîn, regiunea Vinnița, Ucraina, formată din satele Soșanske și Zozulînți (reședința).

## Demografie
Componența lingvistică a satului Zozulînți
     Ucraineană (99,31%)
     Alte limbi (0,69%)
Conform recensământului din 2001, majoritatea populației satului Zozulînți era vorbitoare de ucraineană (99,31%), existând în minoritate și vorbitori de alte limbi.